# Hagnagora discordata
Hagnagora discordata es una especie de polilla de la familia de los geométridos. Originalmente ubicada en Chile, la especie ha sido recientemente recolectada en Santa Catarina en Brasil.
Tanto discordata como Hagnagora ephestris muestran una pronunciada mancha amarilla en las alas posteriores la cual está ausente en las Hagnagora luteoradiata. La banda transversal amarilla en el ala anterior es más estrecha que en las H. ephestris, y no alcanza el borde exterior del ala. Además, la mancha amarilla en el ala posterior es mucho más ancha.